# ソフトバンク呼び出し音
ソフトバンク呼び出し音（ソフトバンクよびだしおん）は、ソフトバンクが提供している、着信先の携帯電話がソフトバンクか判別できるサービス。

## 概要
ソフトバンクの携帯電話宛てに発信すると、最初の呼び出し音が「プププッ」と約2秒間鳴り、着信先の携帯電話がソフトバンクか判別できるサービス。2007年8月1日に開始した。
申し込みや利用料は不要で、ソフトバンクの全てのiPhone・スマートフォン・ケータイ（携帯電話）に対応している。
また、ソフトバンクと同じ回線を使用している、ワイモバイル、LINEMOのiPhone・スマートフォン・ケータイ（携帯電話）宛に発信した場合も同様の呼び出し音が鳴るほか、ソフトバンクの回線を使用しているMVNOへ発信した場合にも、同様の呼び出し音となる。